# بفورتسهايم
بفورتسهايم مدينة ألمانية في شمال غرب مقاطعة بادن-فورتمبيرغ شمال الغابة السوداء على تقاطع أنهار الإنز ناغولد (نهر) وفورم (نهر). مع 120000 من السكان تعد من المدن الكبرى و هي ثامن أكبر مدن المقاطعة. أقرب المدن الكبرى إليما هما كارلسروه التي تبعد 25كم و شتوتغارت 37كم.

## توأمة
لبفورتسهايم اتفاقيات توأمة مع كل من:
- غرنيكا (1989 - )
- سان مور ديه فوسيه (1989 - )
- فيتشنزا (1991 - )
- أوسييك (2008 - )
- إيركوتسك (2007 - )
- نوشهر (2007 - )
- تشيستوخوفا (2007 - )
- مقاطعة ديور-موشون-سوبرون (2007 - )

## معرض صور

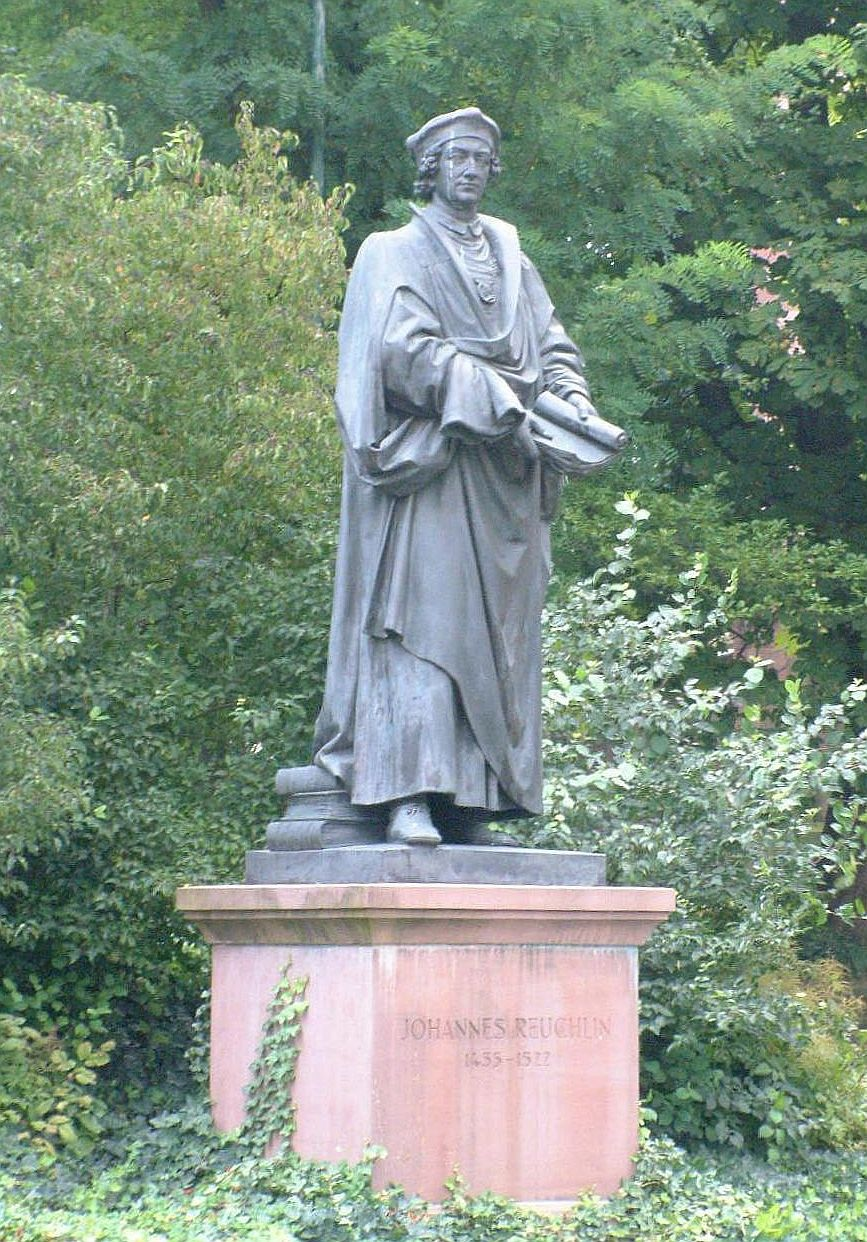
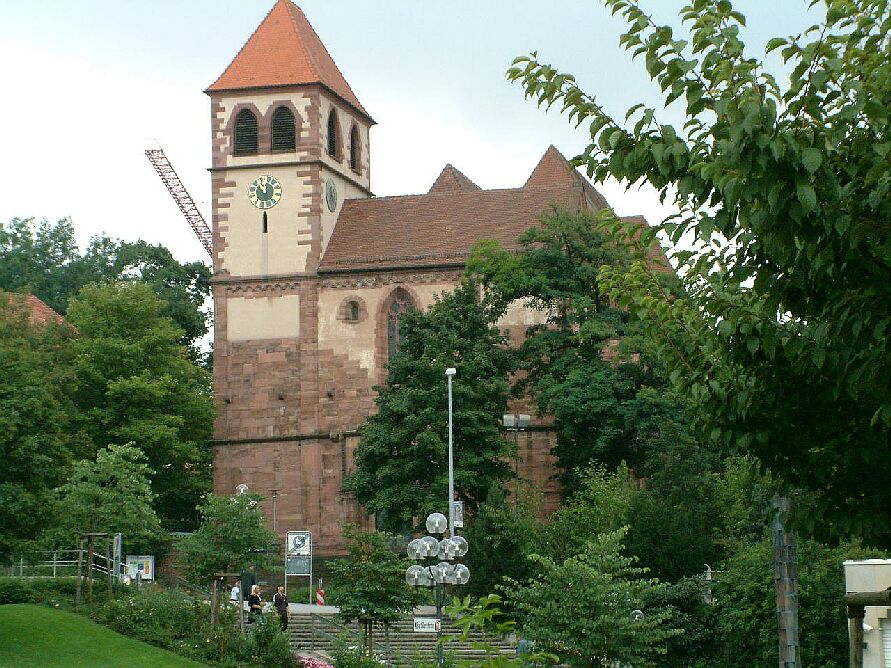
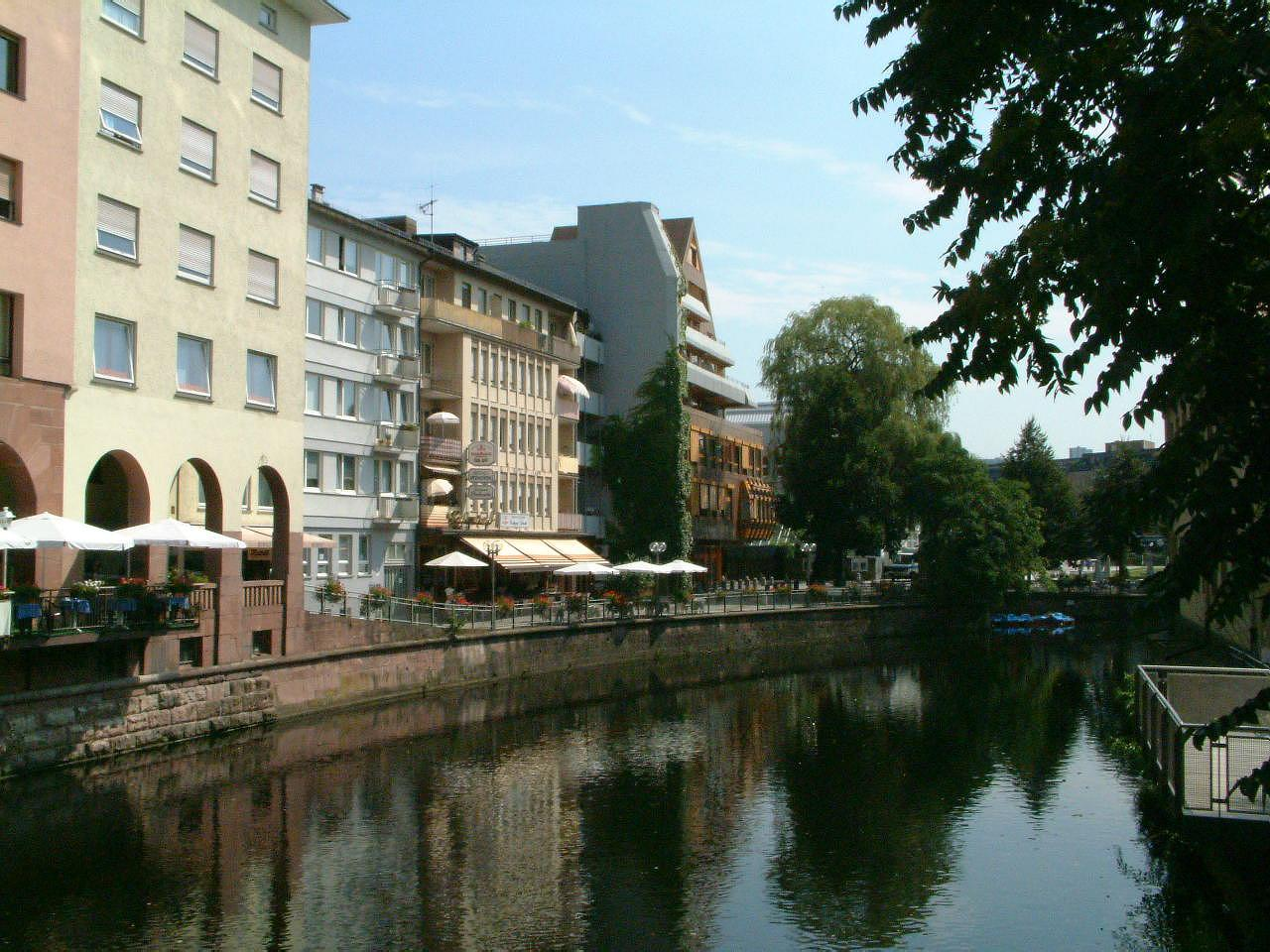
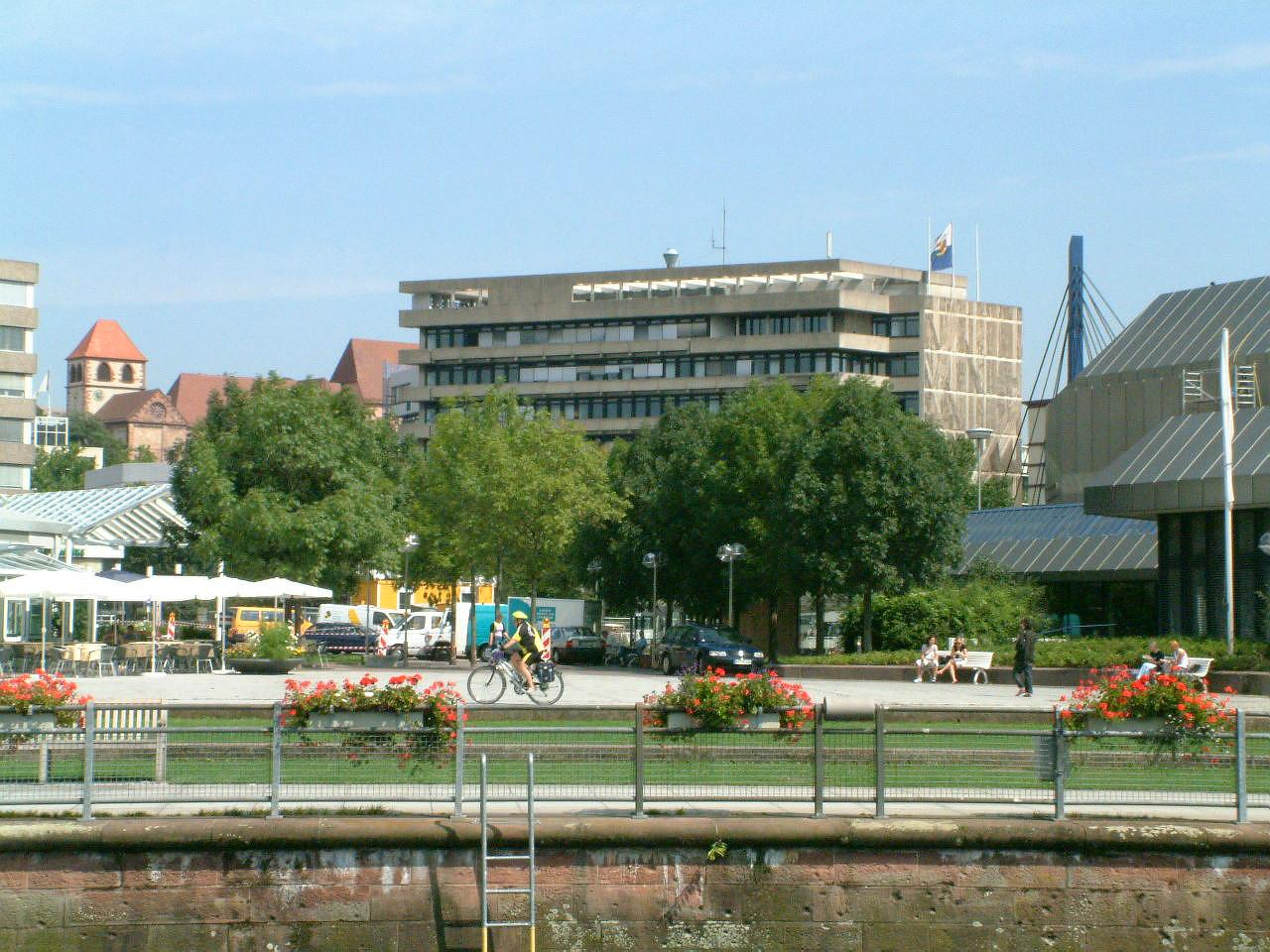
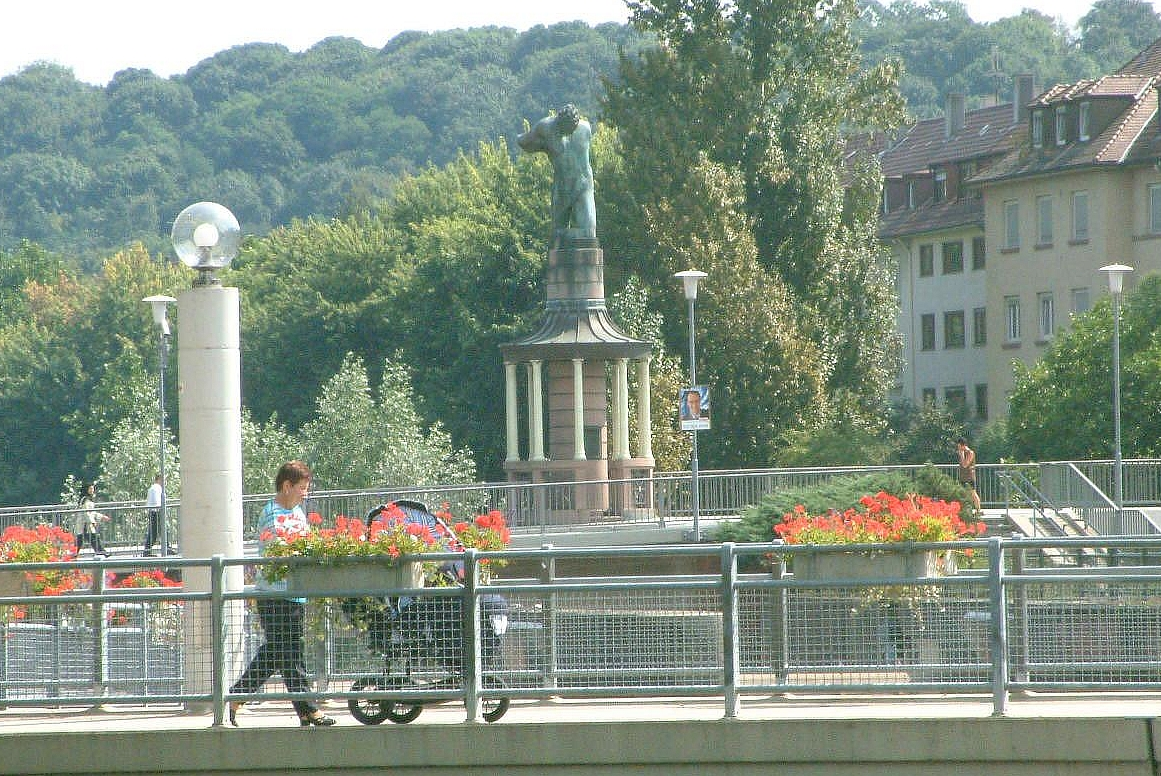

## أعلام
- تشارلز فريدريك دوق بادن
- آرثر هيلير
- فيكتور ماير
- فريديريكا من بادن
- كارل لودفيغ، الأمير بادن الوراثي
- بيرتا بنز
- هاينريش فيلاند
- فريتز تودت